# ウィンスホーテン
ウィンスホーテン (オランダ語: Winschoten [ˈʋɪnsxoːtə(n)] ( 音声ファイル)、フローニン語: Winschoot）は、オランダ北東部の都市。かつては基礎自治体（ヘメーンテ）だったが、現在はオルダントの一部となっている。人口は18,518人（2013年）。
1825年に都市権を得た。市内には3つの風車と、いくつかの教会がある。 鉄道が通っており、フローニンゲンやレーア (ニーダーザクセン)と直通している。